# Cratere Irma
Irma  è un cratere sulla superficie di Venere.